# Liste der Biografien/Mayh
Liste der Biografien |
Portal Biografien |
Personensuche
# |
A |
B |
C |
D |
E |
F |
G |
H |
I |
J |
K |
L |
M |
N |
O |
P |
Q |
R |
S |
T |
U |
V |
W |
X |
Y |
Z |
?
 
Ma |
Mb |
Mc |
Md |
Me |
Mf |
Mg |
Mh |
Mi |
Mj |
Mk |
Ml |
Mm |
Mn |
Mo |
Mp |
Mq |
Mr |
Ms |
Mt |
Mu |
Mv |
Mw |
Mx |
My |
Mz
 
Maa |
Mab |
Mac |
Mad |
Mae |
Maf |
Mag |
Mah |
Mai |
Maj |
Mak |
Mal |
Mam |
Man |
Mao |
Map |
Maq |
Mar |
Mas |
Mat |
Mau |
Mav |
Maw |
Max |
May |
Maz
 
Maya |
Mayb |
Mayc |
Mayd |
Maye |
Mayf |
Mayh |
Mayi |
Mayk |
Mayl |
Maym |
Mayn |
Mayo |
Mayr |
Mays |
Mayt |
Mayu |
Mayv |
Mayw
Die Liste der Biografien führt alle Personen auf, die in der deutschsprachigen Wikipedia einen Artikel haben. Dieses ist eine Teilliste mit 18 Einträgen von Personen, deren Namen mit den Buchstaben „Mayh“ beginnt.

## Mayh

### Mayha
- Mayhall, Matt, US-amerikanischer Jazz- und Rockmusiker (Schlagzeug)
- Mayham, Stephen L. (1826–1908), US-amerikanischer Jurist und Politiker
- Mayhar, Ardath (1930–2012), US-amerikanische Schriftstellerin

### Mayhe
- Mayhem, Monica (* 1978), australische Pornodarstellerin
- Mayhew, Christopher (1915–1997), britischer Politiker
- Mayhew, David R. (* 1937), US-amerikanischer Politikwissenschaftler und Hochschullehrer an der Yale University
- Mayhew, Henry (1812–1887), englischer Sozialforscher, Journalist und Sozialreformer
- Mayhew, John (1947–2009), britischer Schlagzeuger
- Mayhew, Jonathan (1720–1766), nordamerikanischer Theologe und Autor
- Mayhew, Lauren C. (* 1985), US-amerikanische Schauspielerin und Sängerin
- Mayhew, Mike (* 1980), neuseeländischer Maler
- Mayhew, Patrick (1929–2016), britischer Politiker, Mitglied des House of Commons und Jurist
- Mayhew, Peter (1944–2019), britisch-amerikanischer SchauspielerPeter Mayhew (1944–2019)

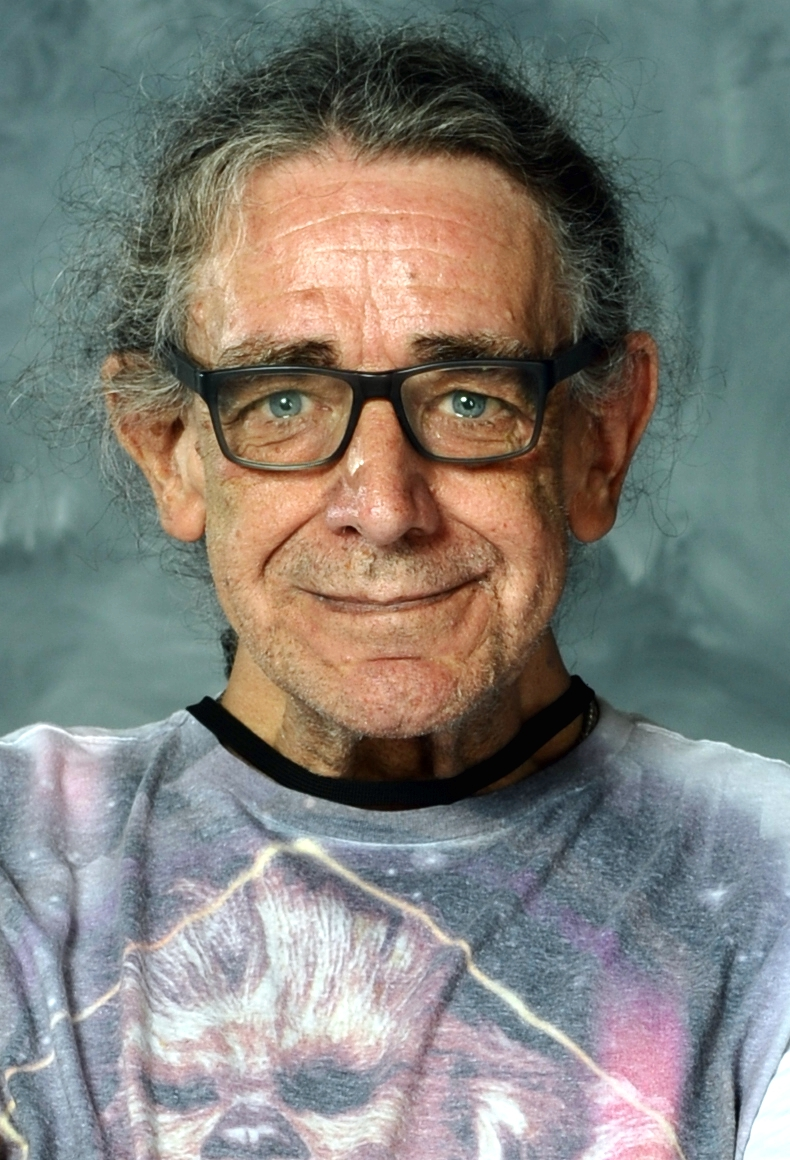
Peter Mayhew (1944–2019)

- Mayhew, Robert (1880–1971), Politiker der Liberalen Partei Kanadas und Botschafter
- Mayhew, Virginia (* 1959), US-amerikanische Jazzmusikerin

### Mayho
- Mayhoff, Karl (1841–1914), deutscher Klassischer Philologe und Gymnasialdirektor
- Mayhoff, Thekla (* 1957), bayerische Volksschauspielerin
- Mayhoş, Talha (* 1988), türkischer Fußballspieler